# Розенберг, Эрика
Эрика Розенберг (нем. Erika Rosenberg; родилась 24 июня 1951 в Буэнос-Айресе) — немецкая писательница, переводчица, журналистка и биограф Оскара Шиндлера и Эмили Шиндлер.

## Жизнь
Эрика Розенберг родилась 24 июня 1951 как дочь немецких евреев в Буэнос-Айресе, Аргентине. Её родители, юрист и врач, бежали в 1936 через Парагвай в Аргентину от Холокоста.
В 1990 она познакомилась с Эмилией Шиндлер. Их интенсивные беседы вели не только к дружбе, но и к более чем 70 ч. магнитной записи, из которой в 1997 году Розенберг написала биографию «В тени Шиндлера».
Когда Эмилия Шиндлер умерла 9 октября 2001, Эрика Розенберг стала даже одной из её наследников.
До этого она опубликовывала переделанную биографию вдовы Шиндлер под заголовком "Я, Эмилия Шиндлер " и её мужа как «Я, Оскар Шиндлер».
С 2009 Эрика Розенберг представляет Аргентину в международном совете союза «Австрийская служба за границей».

## Книги
- «В тени Шиндлера» (In Schindlers Schatten. Emilie Schindler erzählt ihre Geschichte) Kiepenheuer & Witsch, 1997, ISBN 3462025856
- «Я, Оскар Шиндлер» (Ich, Oskar Schindler: Die persönlichen Aufzeichnungen, Briefe und Dokumente) Herbig Verlag, Мюнхен 2001 ISBN 3776622040
- «Я, Эмили Шиндлер» (Ich, Emilie Schindler. Erinnerungen einer Unbeugsamen) Herbig Verlag, Мюнхен 2001 ISBN 377662230X